# Patrick Magee
Patrick Magee właśc. Patrick George McGee (ur. 31 marca 1922 w Armagh, zm. 14 sierpnia 1982 w Londynie) – północnoirlandzki aktor i reżyser teatralny. Uważany za jednego z ważniejszych i wyrazistych aktorów charakterystycznych ekranów i scen brytyjskich oraz amerykańskich. 

## Życiorys
Urodził się jako najstarszy z pięciorga dzieci Patrica seniora – dyrektora lokalnej szkoły. Pochodził z irlandzkiej klasy średniej.  
Debiutował epizodami w podrzędnych filmach i serialach TV w połowie lat 50., a jego nazwiska próżno szukać w napisach początkowych, tych w większości zapomnianych już produkcji. Bardzo szybko jednak zaczął występować w bardziej znanych filmach, z których dziś za najważniejsze w jego dorobku uważa się: Obłęd z 1963, Mechaniczna pomarańcza z 1971, Barry Lyndon z 1975, Rydwany ognia z 1981. Na ekranie pojawiał się aż do śmierci – jego ostatni występ to rola w sztuce teatru TV pt. Another Flip for Dominick, którego premiera miała miejsce w grudniu 1982, już po jego śmierci.   
W swojej karierze wystąpił w ponad 40 filmach i ponad 40 serialach TV. 
Nigdy nie ukrywał, że zawsze jednak wolał scenę od ekranu. 
Zmarł na atak serca w swoim mieszkaniu w Londynie w wieku 60 lat. Notorycznie nadużywał alkoholu (z londyńskiego Royal Court Theatre został zwolniony za bycie pijanym na scenie) oraz oddawał się hazardowi. Trapiony ciągłymi kłopotami finansowymi, nierzadko przyjmował role w niskobudżetowych produkcjach. 
W 2017 roku na ścianie domu, w którym się urodził, w Armagh (2 Edward Street) odsłonięto pamiątkową tablicę. 

## Filmografia (wybór)
- (1960) Przestępca – Barrows
- (1963) Obłęd – Justin Caleb
- (1963) Służący – biskup
- (1963) Rewolwer i melonik –  J. P. Spagge, Pancho
- (1964) Seans w deszczowe popołudnie – Walijczyk
- (1964) Zulu – mjr Reynolds
- (1964) Maska Czerwonego Moru – Alfredo
- (1965) Czaszka – lekarz policyjny
- (1965) Giń, stworze, giń! – dr Henderson
- (1968) Bitwa o Anzio – gen. Starkey
- (1969) Ciężkie zadanie – Aleksiej
- (1970) Najemnicy – generał
- (1970) Cromwell – Hugh Peters
- (1971) Król Lear – Cornwall
- (1971) Trojańskie kobiety – Menelaos
- (1971) Mechaniczna pomarańcza – Frank Alexander
- (1972) Papież Joanna – mnich
- (1972) Opowieści z krypty – George Carter
- (1972) Młody Winston – gen. Blood
- (1974) Luter – Hans
- (1975) Galileo Galilei – kardynał Bellarmin
- (1975) Barry Lyndon – Balibari
- (1977) Telefon – gen. Strelsky
- (1978) Porwany za młodu – Ebenezer Balfour
- (1979) Siostry Brontë – Reverend Brontë
- (1980) Gruby szlif – Ernst Mueller
- (1981) Rydwany ognia – lord Cadogan
- (1981) Czarny kot – prof. Miles

i in.

## Życie osobiste
- W 1958 roku poślubił Belle Sherry z którą miał bliźnięta: Marka i Caroline (ur. 1961). W związku tym pozostawał aż do swojej śmierci[6].

- W połowie lat 70. był zaangażowany w działalność społeczno-polityczną, m.in. w walkę z apartheidem[3].